# Ваховське сільське поселення
Ва́ховське сільське поселення (рос. Ваховское сельское поселение) — сільське поселення у складі Нижньовартовського району Ханти-Мансійського автономного округу Тюменської області Росії.
Адміністративний центр — селище Ваховськ.
Населення сільського поселення становить 1889 осіб (2017; 2226 у 2010, 2424 у 2002).
Станом на 2002 рік існувала Охтеур'євська сільська рада з центром у селі Охтеур'є.

## Склад
До складу сільського поселення входять:
| Населений пункт           | Населення, осіб (2002) | Населення, осіб (2010) |
| ------------------------- | ---------------------- | ---------------------- |
| Ваховськ, селище          | 1707                   | 1560                   |
| Колекйоган, присілок      | 48                     | 13                     |
| Охтеур'є, село            | 651                    | 637                    |
| Усть-Колекйоган, присілок | 18                     | 16                     |